# پتی تریانو

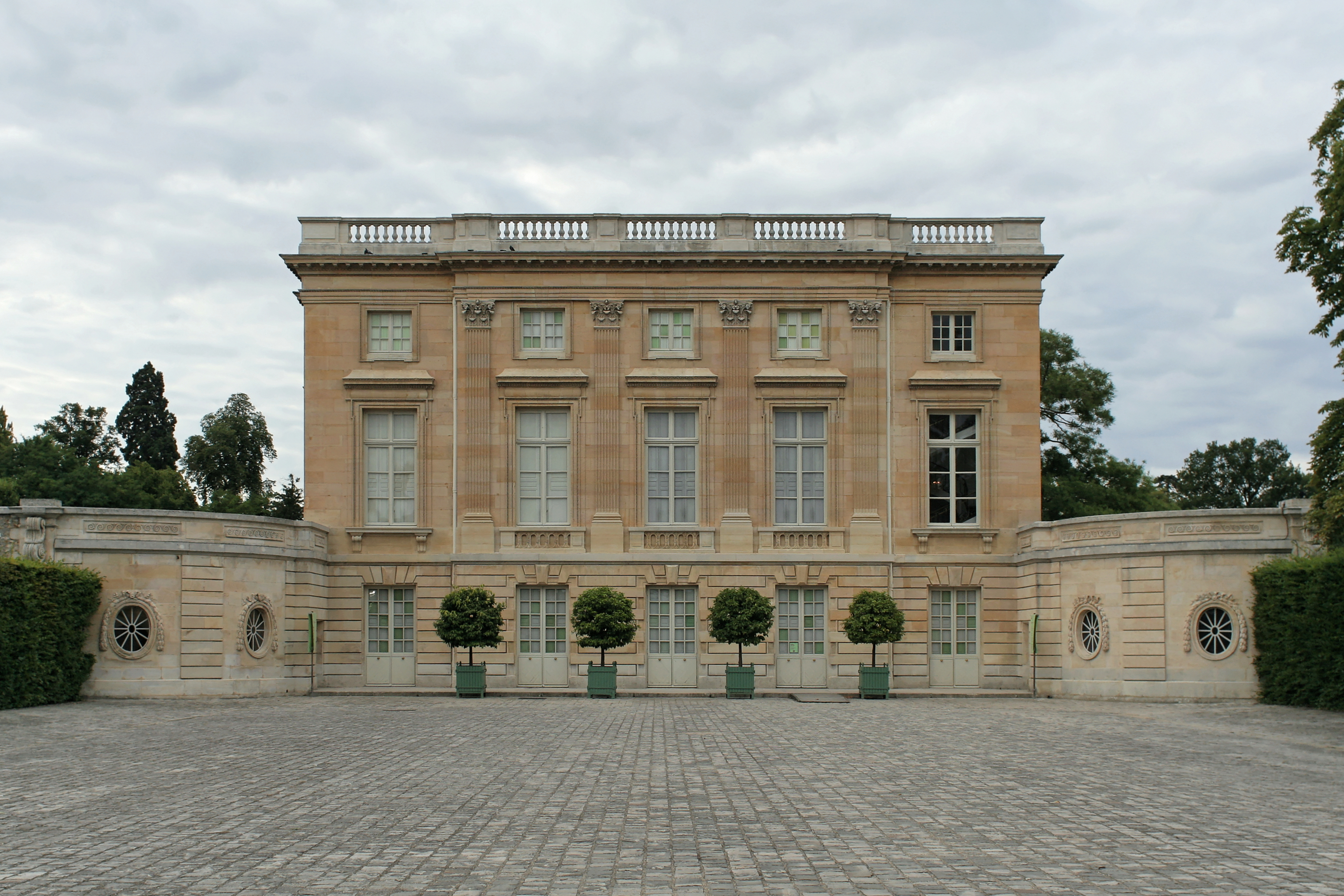
نمای سنگ‌فرش عمارت پتی تریانو.

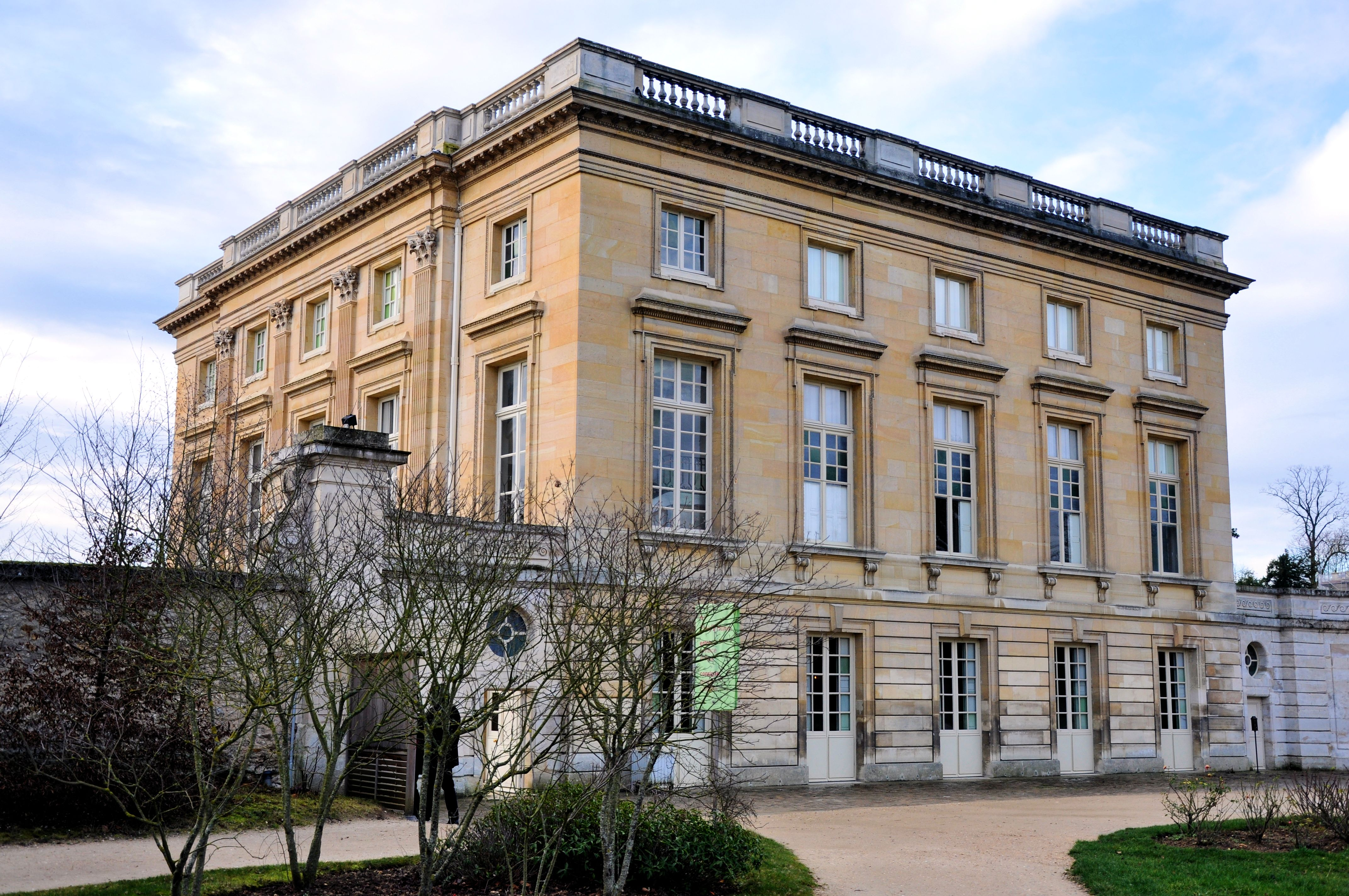
نمایی از دو ضلع شاتوی پتی تریانو.

پِتی تریانو (به فرانسوی: Petit Trianon)، شاتویی در محوطه کاخ ورسای است که به دستور لوئی پانزدهم، توسط آنژ ژاک گابریل، از سال ۱۷۶۲ تا ۱۷۶۸ ساخته شد.

## تاریخچه
عمارت پتی تریانو ابتدا برای مادام پمپادور، معشوقهٔ لوئی پانزدهم ساخته‌شد، اما پیش از پایان ساخت کاخ، مادام پمپادور درگذشت و مادام دو باری معشوقهٔ بعدی لوئی، اولین ساکن عمارت پتی تریانو شد.
بعدها لوئی شانزدهم، عمارت پتی تریانو و باغ پتی تریانو را به عنوان اقامت‌گاه اختصاصی، به همسرش ماری آنتوانت، هدیه کرد.

## ساختمان‌های الگوبرداری شده از پتی تریانو
اقامت‌گاه فرماندار کنتاکی، در فرانکفورت، کنتاکی با الگوبرداری از شاتوی پتی تریانو، طراحی و ساخته شده‌است.
حبیب‌الله ثابت، سرمایه‌دار بزرگ ایرانی در سال ۱۳۴۰ خورشیدی، در خیابان جردن تهران، کاخی ساخت که در معماری آن، از طرح شاتوی پتی تریانو الگوبرداری شده‌بود.